# ビューラ・アナン
ビューラ・アナン (Beulah May Annan、1899年11月18日-1928年3月10日) は、アメリカ合衆国の殺人容疑者。1926年、モウリン・ダラス・ワトキンスが彼女の人生を基に脚本『シカゴ』を執筆した。この脚本から1927年のサイレント映画『シカゴ』、1975年のミュージカル『シカゴ』、アカデミー作品賞を受賞した2002年の映画『シカゴ』、および1942年のロマンティック・コメディ映画『ロキシー・ハート』が製作された。

## 生い立ち
ケンタッキー州オーエンズボロでジョン・R・シェリフとメアリー(旧姓ニール)のもとに生まれ、ビューラ・メイ・シェリフと名付けられた。ケンタッキー在住中、新聞社のライノタイプ・オペレーターであるペリー・スティーブンスと最初の結婚をした。彼らは離婚し、ビューラはその後自動車修理工のアルバート・アナン(通称アル)と出会った。彼らは共にイリノイ州シカゴに移住し、1920年3月29日に結婚した。そこでアルバートは修理工の職を見つけ、ビューラはようやくテナンツ・モデル・ランドリーで簿記係の職に就いた。ランドリーで彼女はハリー・カルステットと出会い、不倫するようになった。

## 殺人
1924年4月3日、夫婦の寝室にてアナンはカルステットの背中を撃った。彼女の当初の話では、彼らがワインを飲んでいる最中カルステットは豹変して口論となった。2人ともベッドの上の銃に手を伸ばしたが、ビューラが最初に掴んでカルステットがコートと帽子を着用している間に撃った。その後彼女はフォックストロットのレコード『Hula Lou 』を4時間に亘り繰り返し流し、カルステットの死体を眺めながらカクテルを飲んだ。そして夫に電話をかけ、「私を襲おうとした」男を撃ったと語った。

## 裁判
アナンの証言は常に変わった。当初彼女は罪を認めたが、後にレイプの恐怖により正当防衛でカルステットを撃ったのだと主張した。裁判後半、彼女は彼が別れると言ったことに怒り、彼を撃ったのだと語った。検察官はカルステットがアナンと別れると脅し、彼女は嫉妬による激怒で彼を撃ったのではないかと推測した。彼女の最後の証言では、彼女はカルステットに妊娠を告げると口論となり、お互い銃に手を伸ばしたということであった。
アルバート・アナンは彼女の味方であり、最良の弁護士を雇うために銀行から預金を引き出し、裁判の最中も彼女のそばについていた。1924年5月25日の裁判最終日、無罪放免となり、ビューラ・アナンは「私は夫と別れます。彼はのろまだから」と語った。1926年、彼も彼女を見限り、離婚を申請した。

## 後年
1927年、離婚が成立し、彼女はボクサーのエドワード・ハリブと再婚した。3ヶ月後、虐待を訴え離婚を申請し、ハリブが彼女に5千ドル支払い離婚した。
ハリブとの離婚後、アナンはエイブル・マーカスと出会った。
無罪放免から4年後の1928年、アナンはビューラ・スティーブンスの名で入院していたシカゴ・フレッシュ・エア・サナトリウムにて結核で亡くなった。彼女は生まれ故郷のケンタッキー州デイビース郡にあるマウント・プリーザント・カンバーランド長老派教会墓地に埋葬された。ただし墓標には1年前の1927年3月10日の日付が刻まれている。